# Астурійське королівство
Астурі́йське королі́вство або Королівство астурійців (лат. Regnum Asturorum; ісп. Reino de Asturias) —  християнська монархічна держава на півночі Піренейського півострова, що існувала у 718—924 роках. Постала в Астурії, на півночі сучасної Іспанії. Окрім власне Астурії займала терени сучасних Кантабрії, Північних Кастилії та Леону, Галісії та Північної Португалії. Заснована вестготським аристократом  Пелайо, сподвижником останнього вестготського короля Родеріха. Стало наступником Вестготського королівства, знищеного в ході мусульманського завоювання. Початком історії королівства вважається битва при Ковадонзі (722), в якій армія короля Пелайо розбила сили Омеядського халіфату (ця ж битва вважається початком Реконкісти). 924 року астурійський король Фруела II переніс свій двір до Леона, після чого Астурійська держава стала називатися Леонським королівством. На основі Астурійського королівства постала майбутня Іспанія.

## Історія

### Заснування Астурійського королівства
Після захоплення та знищення мусульманами Вестготського королівства в 711—715 роках, частина біженців-християн з Піренейського півострова переховувалася в Астурійських горах на крайній півночі півострова. В 718 році вони обрали своїм новим правителем вестготцького знатного аристократа Пелайо, сподвижника останнього вестготського короля Родеріха. Він очолив християнський спротив мусульманським загарбникам на північі Піринейського півострова й близько 722 року розбив ворогів у битві при Ковадонзі. Після цього християнська знать Астурії та Галісії обрала його «королем астурійців». Пелайо вигнав мусульман зі східної Астурії й захопив Леон, головне місто на північному заході Піренейського півострова. Одружився з дочкою короля сусіднього вестготського Кантабрійського герцогства і встановив із ним союз. Завдяки перемогам невеличке королівство Пелайо утвердилося в Астурійських горах, проте влада самого монарха була слабкою й трималася переважно на матримоніальних союзах із місцевою шляхтою.

### Розширення
Після смерті Пелайо, в 737 році новим королем обрали  його сина Фавілу. Він правив лише два роки і трагічно загинув на полюванні від лап ведмедя. 739 року Астурія перейшла до його швагра Альфонсо I, правителя Кантабрії, зятя короля-засновника Пелагія. Він встановив столицю у Кангас-де-Онісі й значно розширив терени королівства. Альфонсо І розпочав завоювання Західної Галісії та долини Дору на півдні. Провадив політику переселення завойованого населення до безпечних північних земель Астурії. Внаслідок цього плато Дуро перетворилося на безлюдну пустелю, що слугувала захистом від майбутніх атак мусульман. Альфонсо І також підкорив країну басків, усі Кантабрійські гори (753—754), а також Леон (754).
Завойовницьку політику Альфонсо І продовжив його син Фруела I. Проте його вбили змовники з Кантабрійського дому.
Близько 775 року Астурійське королівство розрослося на увесь північний захід Піренейського півострова. За правління Альфонсо II (791—842) астурійці розпочали звільнення земель на півдні й робили далекі військові виправи, доходячи аж до Лісабона. Столиця королівства була перенесена до Ов'єдо.
В 910 році територію Астурійського королівства розділили між собою сини короля Альфонсо III, утворивши незалежні королівства Галісії, Леону та Астурії. В 914 році король Ордоньйо II знову об'єднав Галісію та Леон під своєю владою і переніс столицю з Ов'єдо до міста Леон. Держава отримала назву Леонське королівство.
Королівство було відоме як Астурійське до 924 року, потім почало називатися Леонським королівством. У 1230 склало династичну унію з Кастильським королівством, коли Фердинанд III Кастильський став королем обох королівств і було утворено Королівство Леону та Кастилії.

## Адміністративний поділ

### Графства
- Коїмбрське графство — засноване 878 року після відвоювання Коїмбри в мусульман. Захищало південно-західні рубежі королівства. Проіснувало до 987 року.

## Населення
Населення королівства становили астури, мешканці Кантабрійського узбережжя, баски, романізовані кельтоібери, вандали та вестготи, що не хотіли приймати владу Омеядського халіфату. Основну частину складали християни-католики. Було багато біженців-готів з Аль-Андалусії.

## Королі
До правління Альфонсо II монархи-правителі Астурії носили титул «принців» (лат. princeps), а не «королів» (лат. rex). Цей принцип був типовим для правителів Галісії та Кантабрії в Північній Іспанії. 

## Хроніки
- «Хроніка Альфонсо III»